# Pštros somálský
Pštros somálský (Struthio molybdophanes) je velký nelétavý pták vyskytující se v zemích Afrického rohu a v Keni. Spolu se pštrosem dvouprstým (Struthio camelus) jde o jediného recentního zástupce čeledi pštrosovití (Struthionidae). Do roku 2014 byl považován za poddruh pštrosa dvouprstého. 
Oba druhy pštrosů se oddělily již před 3,6 až 4,1 miliony lety a liší se nejen molekulárně, ale i morfologicky a ekologicky. Pštros somálský se vyznačuje namodralým zbarvením kůže a absencí bílého opeření na krku. Na rozdíl od pštrosa dvouprstého nepreferuje otevřenou savanu, ale spíše křovinatá stanoviště.
Na stav populace má velmi neblahý vliv současná nestabilní politická situace v Somálsku, kde chybí jakákoli efektivní ochrana přírodního bohatství.

Rozšíření pštrosa somálského (žlutá) a poddruhů pštrosa dvouprstého